# María Mercedes Vial
María Mercedes Vial Solar, conocida como María Mercedes Vial de Ugarte  (Santiago de Chile, 1863-ibídem, 1942), fue una escritora feminista y novelista chilena.
Sus padres fueron Wenceslao Vial y Guzmán y Luisa Solar y Marín. Contrajo matrimonio con Rafael Ugarte Ovalle, agricultor; hijo de Juan Agustín Ugarte Guzmán y de Sofía Ovalle Vicuña.
Para algunos autores, su trabajo se puede enmarcar dentro del denominado feminismo aristocrático, entre las que también se encuentran otras escritoras como Inés Echeverría Bello, Mariana Cox Méndez, Teresa Wilms Montt, María Luisa Fernández de García Huidobro y Ximena Morla Lynch, entre varias otras.

## Obras
- Cosas que fueron (novela, Santiago: Editorial Zig-Zag, 1917).
- Amor que no muere (novela, Santiago: Editorial Nascimiento, 1929).
- Algo pasado de moda : conferencias dadas en el Club de Señoras (Santiago: Impr. Cervantes, 1926).